# Theódoros Kondidis
Theódoros Kondidis S.I. (Tessalònica, 11 de març de 1956) és un religiós i bisbe grec. Va ser ordenat sacerdot el 9 d'octubre de 1988, i diplomat a la Pontifícia Universitat Gregoriana.
El 1995 va fer la seva solemne professió. Després, va esdevenir superior de la comunitat jesuïta d'Atenes i director de la casa de retir Manresa. Des del 2021 és rector de la parròquia de Sant Andreu a Patres.
El 14 de juliol de 2021, el papa Francesc el va nomenar arquebisbe d'Atenes i administrador apostòlic de l'arxidiòcesi de Rodes. L'ordenació episcopal a la catedral de Sant Dionís l'Areopagita d'Atenes, està prevista per al 18 de setembre de 2021.